# Braian Miranda
Braian Ezequiel Miranda (Tigre, Buenos Aires, Argentina; 19 de enero de 1993) es un futbolista argentino que se desempeña como volante; su club actual es Atlético Rafaela de la Torneo Federal A de Argentina.

## Clubes
| Club                      | País      | Año         |
| ------------------------- | --------- | ----------- |
| Argentinos Juniors        | Argentina | 2013        |
| Unión San Felipe          | Chile     | 2013 - 2015 |
| Fénix                     | Argentina | 2016 - 2017 |
| Atlanta                   | Argentina | 2017 - 2019 |
| Tristán Suárez            | Argentina | 2019 - 2023 |
| Universidad de Concepción | Chile     | 2024        |
| All Boys                  | Argentina | 2024 - 2025 |
| Atlético Rafaela          | Argentina | 2025 - Act. |